# BLT-smörgås

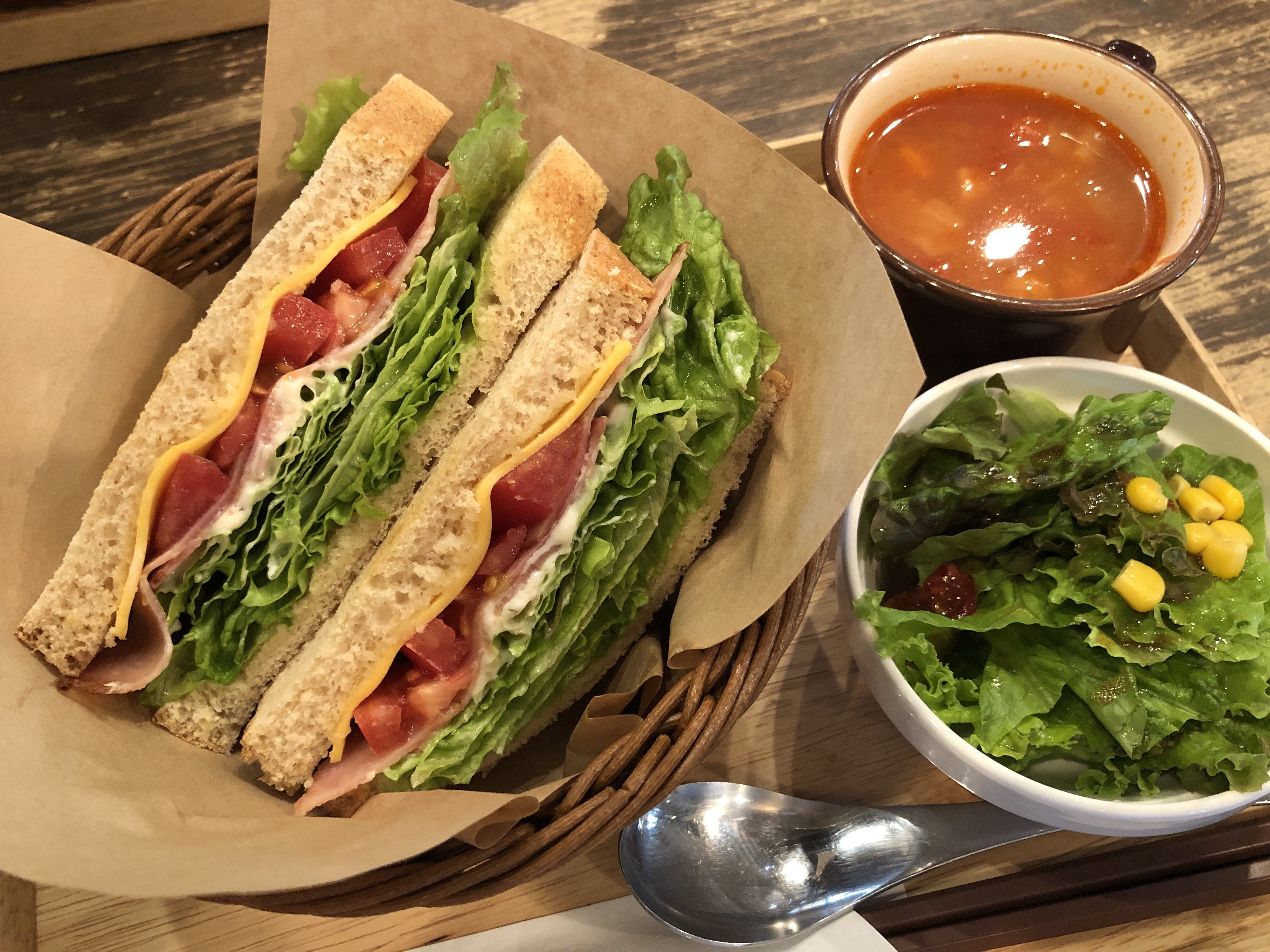
BLT sandwich med tillbehöret ost.

BLT-smörgås, eller BLT sandwich som det heter på originalspråket engelska, är en smörgås som innehåller bacon, sallad och tomat, därav namnet (på engelska heter ingredienserna "bacon", "lettuce" och "tomato"). Smörgåsen består vanligtvis av flera remsor stekt bacon, salladsblad (vanligtvis isbergssallat eller romansallat) och tomatskivor som läggs mellan två skivor stekt eller rostat bröd, bredda med majonnäs. Ost är ett vanligt extratillbehör.